# Autorité des marchés publics (Québec)
L'Autorité des marchés publics (AMP) est un organisme public québécois, indépendant du gouvernement, chargé de surveiller les marchés publics et de faire appliquer la Loi sur les contrats des organismes publics. L'AMP est créée en décembre 2017 lors de l'adoption de la Loi favorisant la surveillance des contrats des organismes publics et instituant l'Autorité des marchés publics.

## Mission
L'AMP est chargée :
- De surveiller l'ensemble des contrats publics[2], incluant notamment ceux passés par[3],[4]:
  - Le gouvernement du Québec, à travers ses ministères et ses organismes (qu'ils soient budgétaires ou non) ;
  - Les municipalités, sociétés publiques de transports et autres organismes municipaux ;
  - L'Administration Kativik ;
  - Les réseaux de la santé et de l'éducation ;
  - Les entreprises du gouvernement.
- De tenir le registre des entreprises non admissibles aux contrats publics[5];
- De délivrer les autorisations de contracter aux entreprises qui souhaitent conclure un contrat public d'une valeur supérieure au seuil fixé par le gouvernement[6].

## Historique
La création de l'AMP s'inscrit dans le sillage de la Commission Charbonneau, constituée en octobre 2011, qui recommande dans son rapport publié en novembre 2015 de créer une instance nationale d'encadrement des marchés publics qui surveillerait de façon permanente l'octroi et la gestion des contrats publics,.
Le gouvernement Couillard annonce en mars 2016 vouloir donner suite à la recommandation de la Commission et dépose à cet effet le projet de loi 108 à l'Assemblée nationale le 8 juin 2016. Le projet prévoit que l'AMP, nouvellement créée, reprendrait certaines missions d'organismes existants, notamment:
- La délivrance des autorisations de contracter, alors du ressort de l'Autorité des marchés financiers ;
- La gestion du registre des entreprises non admissibles aux marchés publics, alors géré par le Conseil du trésor.

Le projet de loi 108, après des consultations à l'automne 2016 est voté et entre en vigueur le 1er décembre 2017.

### Textes législatifs
- Loi sur l'Autorité des marchés publics, RLRQ, c. A-33.2.1  (lire en ligne, consulté le 30 mai 2024)
- Loi sur les contrats des organismes publics, RLRQ, c. S-65.1  (lire en ligne, consulté le 30 mai 2024)